# Departament Artylerii Ministerstwa Spraw Wojskowych
Departament Artylerii Ministerstwa Spraw Wojskowych (Dep. Art. M.S.Wojsk.) – departament Ministerstwa Spraw Wojskowych (od 28 VI 1926 - w gestii II wiceministra, a od lipca 1931 - I wiceministra) właściwy w sprawach artylerii (do 31 III 1927 również w sprawach służby uzbrojenia, a w okresie od 1 IV 1927 do 31 XII 1928 także taborów).
13 listopada 1918 został zorganizowany Departament Techniczno-Artyleryjski z szefem gen. Antonim Kaczyńskim.
10 grudnia 1918 Departament Techniczno-Artyleryjski został podzielony na dwa odrębne departamenty: Departament Artyleryjski i Departament Techniczny. Tego samego dnia Naczelny Wódz zatwierdził generała Kaczyńskiego na stanowisku szefa Departamentu Artyleryjskiego (z dniem 7 listopada) i płk. Bronisława Ostromęckiego na stanowisku szefa sekcji (z dniem 13 listopada).
28 marca 1922 Minister Spraw Wojskowych mianował płk. art. Kazimierza Dzierżanowskiego szefem, a płk. art. Aleksandra Otto Łojka, zastępcą szefa Departamentu III Artylerii i Uzbrojenia M.S.Wojsk.
28 czerwca 1926 Minister Spraw Wojskowych podporządkował departament II Wiceministrowi, który odpowiadał za organizację i wyszkolenie oraz sprawy personalne wojska w czasie pokoju. W zakresie spraw administracyjnych władzę zachował I Wiceminister-szef Administracji Armii.
Z dniem 1 stycznia 1929 Minister Spraw Wojskowych wprowadził nową organizację i skład osobowy Departamentu Artylerii M.S.Wojsk.
- szef departamentu (generał)
- zastępca szefa departamentu (oficer sztabowy broni[6])
- kierownik kancelarii (oficer administracyjny)
- personel kancelaryjny (ośmiu urzędników III kat.[7] i trzech niższych funkcjonariuszy)

I Wydział Ogólny
- szef wydziału (oficer sztabowy broni, SG)
- referenci (czterech oficerów sztabowych broni, w tym dwóch oficerów SG)
- referent (urzędnik II kat.[8])

II Wydział Studiów
- szef wydziału (oficer sztabowy broni, SG)
- referenci (trzech oficerów sztabowych broni, w tym dwóch oficerów SG)

Referat Personalny
- kierownik referatu (oficer sztabowy broni)
- referent (trzech oficerów sztabowych broni)
- dwóch urzędników cywilnych

Tak więc na szesnastu oficerów, sześciu miało być oficerami Sztabu Generalnego.

Ordynansi osobiści oficerów przydzielani byli z Batalionu Sztabowego M.S.Wojsk.
W sierpniu 1929 z departamentu odszedł kpt. art. Jerzy Henryk Durski, przeniesiony do Centrum Wyszkolenia Artylerii.
29 października 1929 marszałek Józef Piłsudski jako Minister Spraw Wojskowych dokonał zmiany na stanowisku szefa departamentu. Dotychczasowy szef, płk. dypl. Emil Krukowicz-Przedrzymirski mianowany został dowódcą piechoty dywizyjnej 7 Dywizji Piechoty. Zastąpił go płk art. Jan Maciej Bold, przeniesiony ze stanowiska dowódcy 5 Grupy Artylerii. Na stanowisko zastępcy szefa departamentu wyznaczony został płk art. Stanisław Henryk Józef Więckowski, dotychczasowy dowódca 17 Pułku Artylerii Polowej. Równocześnie dokonano zmian na stanowiskach dowódców 3, 5 i 8 GA. W tym samym czasie z departamentu ubyło dwóch oficerów. Na dwuletni kurs 1929-1931 Wyższej Szkoły Wojennej powołany został kpt. art. Wacław Grudniewicz, natomiast mjr art. Władysław Gruiński wyznaczony został na stanowisko zastępcy dowódcy 24 Pułku Artylerii Polowej. Do departamentu trafił kpt. art. Władysław Passendorfer, przeniesiony z Biura Personalnego M.S.Wojsk. Objął on stanowisko referenta personalnego. 1 listopada 1929 do departamentu przydzielony został na okres trzech miesięcy kpt. art. Karol Teodor Ostrihansky z 1 Pułku Artylerii Polowej.
Z dniem 20 stycznia 1930 skład osobowy Dep. Art. M.S.Wojsk. zwiększony został o Samodzielny Referat Personalny. Referat liczył trzech oficerów i dwóch urzędników III kat. Stanowiska kierownika samodzielnego referatu i jednego z referentów przewidziane zostały dla oficerów sztabowych broni, natomiast stanowisko drugiego referenta dla oficera administracyjnego. Urzędnicy stanowili personel pomocniczy. Referat miał podwójną podległość służbową. Bezpośrednio podporządkowany był szefowi departamentu, a jego zadaniem było opracowywanie szczegółowych zarządzeń w sprawach personalnych oficerów korpusu artylerii na podstawie rozkazów szefa Biura Personalnego M.S.Wojsk. Referat był równocześnie organem pracy szefa Biura Personalnego M.S.Wojsk., który koordynował jego działania
W marcu 1930 z departamentu przeniesionych zostało trzech oficerów, w tym jeden dyplomowany, a powołany tylko jeden). We wrześniu 1930 do departamentu, na stanowisko referenta, przydzielony został kpt. Stanisław Tadeusz Ratajski z 1 Pułku Artylerii Górskiej (awansowany na majora ze starszeństwem z 1 stycznia 1932). Pod koniec 1930 z departamentu ubył kpt. Stanisław Moraczewski, przeniesiony do Komendy Placu i Garnizonu w Warszawie. W następnym roku do departamentu przydzielony został kpt. dypl. art. Mieczysław Tadeusz Jurkiewicz z 7 Pułku Artylerii Ciężkiej, a ubył mjr dypl. Wacław Popiel do 26 Pułku Artylerii Polowej.
W 1932 do departamentu przydzieleni zostali, ppłk dypl. art. Marian Korewo ze stanowiska zastępcy dowódcy 20 Pułku Artylerii Lekkiej na stanowisko szefa II Wydziału Studiów i kpt. dypl. art. Zbigniew Teobald Ewaryst Semilski z Dowództwa Okręgu Korpusu Nr V na stanowisko referenta artylerii przeciwlotniczej. Ubyło natomiast dwóch oficerów: mjr dypl. Marian Jurecki, przeniesiony z dniem 1 kwietnia 1932 ze stanowiska referenta artylerii przeciwlotniczej do 1 Pułku Artylerii Przeciwlotniczej na stanowisko dowódcy dywizjonu i mjr art. Rafał Sadowski, przeniesiony do Biura Personalnego M.S.Wojsk. na stanowisko szefa wydziału.
Obsada personalna Departamentu Artylerii M.S.Wojsk. w 1932
1. płk art. Jan Maciej Bold - szef departamentu (od 29 X 1929)
2. płk art. Stanisław Henryk Józef Więckowski - zastępca szefa departamentu (od X 1929)
3. ppłk dypl. art. Marian Korewo - szef Wydziału II Studiów (1932-1934)
4. ppłk art. Tadeusz Bodnar - szef Wydziału I Ogólnego (od I 1929[20])
5. mjr / ppłk art. Kazimierz Świderski
6. mjr art. Rafał Sadowski
7. mjr art. Józef I Olszewski
8. kpt. / mjr art. Stanisław Tadeusz Ratajski - referent (od IX 1930)
9. kpt. art. Władysław Ekiert (do XI 1934)
10. kpt. dypl. art. Mieczysław Tadeusz Jurkiewicz - referent (od 1931)
11. kpt. art. Maksymilian Chojecki - referent (od III 1930)
12. kpt. art. Władysław Passendorfer - kierownik Referatu Personalnego (od XI 1929)
13. kpt. dypl. art. Zbigniew Teobald Ewaryst Semilski - referent artylerii przeciwlotniczej (od 1932)
14. por. kanc. Emil Dzbański
15. por. kanc. Stefan Gajewski

Z dniem 19 września 1932 przydzielony został kpt. Zygmunt Józefkowicz z 1 Pułku Artylerii Najcięższej. Ponadto z dwudziestu trzech oficerów korpusu artylerii - absolwentów Kursu Normalnego Wyższej Szkoły Wojennej 1930-1932 tylko jeden - kpt. dypl. art. Stanisław II Namysłowski - otrzymał z dniem 1 listopada 1932 przydział do departamentu. Do 1 czerwca 1932 obowiązki służbowe w departamencie wykonywał także kpt. Kazimierz Angerman, przydzielony czasowo z Centrum Wyszkolenia Artylerii Przeciwplotniczej.
W 1933 przeniesieni zostali: ppłk art. Kazimierz Świderski do 26 Pułku Artylerii Lekkiej na stanowisko zastępcy dowódcy pułku, mjr art. Stanisław Tadeusz Ratajski do 8 Pułku Artylerii Lekkiej na stanowisko dowódcy dywizjonu, kpt. dypl. art. Stanisław II Namysłowski do 1 Dywizjonu Artylerii Konnej, kpt. dypl. art. Mieczysław Tadeusz Jurkiewicz do 3 Pułku Artylerii Ciężkiej (z dniem 15 sierpnia 1933) i kpt. art. Maksymilian Chojecki do 6 Pułku Artylerii Lekkiej (z dniem 15 lipca 1933). Przydzielony został natomiast kpt. Władysław Józef Poliński z Centrum Wyszkolenia Artylerii, kpt. Jan Bolesław Rysiewski ze Szkoły Podchorążych Rezerwy Artylerii i kpt. Lucjan I Jagodziński z 16 Pułku Artylerii Lekkiej. Po trzech latach powrócił do departamentu mjr dypl. art. Edmund Zagórski, przeniesiony z Centrum Wyszkolenia Artylerii. Odszedł natomiast kpt. art. Władysław Passendorfer, przeniesiony 2 listopada 1933 do 6 Pułku Artylerii Lekkiej.
W 1934 kpt. dypl. art. Zbigniew Teobald Ewaryst Semilski przeniesiony został do 21 Pułku Artylerii Lekkiej, natomiast z tego pułku do departamentu trafił kpt. art. Stanisław Szczerbicki. 23 kwietnia 1934 do departamentu przydzielony został, na okres czterech miesięcy, mjr mgr Marian Surman z Centrum Wyszkolenia Artylerii. Z dniem 1 maja 1934 kpt. dypl. art. Włodzimierz Maria Justyn Rozwadowski ze składu osobowego departamentu przydzielony został na okres sześciu miesięcy do dyspozycji Ministerstwa Komunikacji. Wymieniony oficer do departamentu przeniesiony został w tym samym roku z 1 Pułku Artylerii Przeciwlotniczej. 1 listopada 1934, po ukończeniu Kursu Normalnego W.S.Woj. 1932-1934, do departamentu przydzielony został mjr dypl. art. Tadeusz Michał Adam Tabiszewski. W grudniu 1934 płk art. Jan Maciej Bold zwolniony został ze stanowiska szefa departamentu. Nowym szefem Dep. Art. M.S.Wojsk. mianowany został płk art. Leopold Jan Cehak, dotychczasowy II dowódca piechoty dywizyjnej 19 Dywizji Piechoty. Szef II Wydziału Studiów, ppłk dypl. art. Marian Korewo przeniesiony został do 1 Pułku Artylerii Ciężkiej na stanowisko dowódcy pułku, a kpt. dypl. art. Włodzimierz Maria Justyn Rozwadowski do ... Sanatorium Wojskowego w Zakopanem. Z dniem 1 listopada 1934 kpt. art. Zygmunt Józefkowicz, kpt. art. Władysław Ekiert i por. art. Stefan Gajewski przeniesieni zostali do Biura Personalnego M.S.Wojsk. W okresie od 20 października 1934 do 15 stycznia 1935 do departamentu przydzielony został mjr mgr Marian Surman, który 3 września 1934 przeniesiony został z Centrum Wyszkolenia Artylerii do 22 Pułku Artylerii Lekkiej na stanowisko dowódcy dywizjonu. W 1935 mjr dypl. art. Edmund Zagórski przesunięty został ze stanowiska kierownika referatu na stanowisko szefa wydziału, kpt. Lucjan I Jagodziński przeniesiony został do 1 Pułku Artylerii Najcięszej, a kpt. art. Stanisław II Lewandowski przeniesiony do departamentu z 1 Pułku Artylerii Przeciwlotniczej. 12 kwietnia 1935 do departamentu przydzielonych zostało czterech oficerów: kpt. Władysław Kraśnicki z 1 Dywizjonu Pomiarów Artylerii i por. Ignacy Tyszkiewicz z 2 Baterii Pomiarów Artylerii - obaj na okres pięciu tygodni oraz kpt. Jerzy Henryk Dormus z 10 Pułku Artylerii Ciężkiej i kpt. Jan Franciszek Brodzikowski - obaj na okres pięciu miesięcy. Z dniem 31 października 1935 płk art. Stanisław Henryk Józef Więckowski przeniesiony został w stan spoczynku.
Obsada personalna Dep. Art. M.S.Wojsk. w sierpniu 1939
- szef departamentu - płk dypl. Brunon Romiszewski
- zastępca szefa departamentu - płk dypl. Jerzy Łunkiewicz
- sekretarz - kpt. Emil Dzbański
- personel pomocniczy (maszynistki, woźni)

Wydział Wyszkolenia
- szef wydziału - ppłk dypl. Kazimierz Kuś
- Referat Wyszkoleniowy
- Referat Szkół i Kursów
- Referat Budżetowy

Wydział Ogólno Organizacyjny
- szef wydziału - ppłk dypl. Zdzisław Grzymirski
- kierownik referatu organizacyjnego – mjr adm. (art.) Jan Bolesław Rysiewski
- referent – kpt. art. Tadeusz Kawczyński
- kierownik referatu ogólnego – mjr dypl. art. Aleksander Sulewski
- referent – kpt. adm. (art.) Bolesław Rodziewicz
- kierownik referatu materiałowego – mjr art. Jerzy Włodarczyk
- referent – kpt. adm. (art.) Stanisław Adam Kołodziejczyk

Wydział Studiów
- szef wydziału - mjr dypl. Juliusz Filipkowski
- Referat Studiów
- Referat Regulaminów
- Biblioteka Tajna
- Biblioteka
- Kreślarnia

Redakcja "Przeglądu Artyleryjskiego"
Zasadniczymi zadaniami departamentu były:
- opracowywanie projektów organizacji pokojowej artylerii,
- administrowanie kontyngentem szeregowych i podoficerów oraz koni artyleryjskich,
- kierownictwo szkolenia jednostek artylerii i nauczania w szkołach artylerii,
- studia nad rozwojem artylerii własnej i obcej.

## Szefowie departamentu i ich zastępcy
Szefowie Departamentu III Artylerii i Uzbrojenia MSWojsk
- gen. dyw. Antoni Kaczyński[29]
- gen. bryg. Kazimierz Dzierżanowski (od 28 III 1922)
- gen. bryg. Kazimierz Pławski (od 3 IV 1924)

Szefowie Samodzielnego Wydziału Artylerii MSWojsk
- płk art. Włodzimierz Westermark
- płk SG Emil Krukowicz-Przedrzymirski (od 13 IX 1926)

Szefowie Departamentu Artylerii MSWojsk
- płk SG Emil Krukowicz-Przedrzymirski (od 14 IV 1927)
- płk art. Jan Maciej Bold (od 29 X 1929)
- płk art. Leopold Jan Cehak (od XII 1934)
- gen. bryg. Emil Krukowicz-Przedrzymirski
- płk dypl. Brunon Romiszewski (od 16 VIII 1939)

Zastępcy szefa departamentu
- płk. art. Aleksander Otto Łojko (od 28 III 1922)
- gen. bryg. Kazimierz Pławski
- płk art. Stanisław Miller (od 15 V 1924)
- płk art. Kazimierz Schally (V 1927 - III 1929)
- płk art. Stanisław Henryk Józef Więckowski (od 29 X 1929)
- płk dypl. Jerzy Łunkiewicz